# Фуганлы
Фуганлы (азерб. Fuğanlı, ранее — азерб. Fuqanlı, азерб. Фуганлы) — село в Шукюрбейлинском сельском административно-территориальном округе Джебраильского района Азербайджана, расположенное на равнине, в 6 км к юго-востоку от города Джебраил.

## Этимология
Прежнее название села — Имамбаги (иногда упоминалось и в варианте Имамбаш). В «Энциклопедическом словаре топонимов Азербайджана» высказано предположение, что название села происходит от названия, упоминающегося с XV века крепости Феган в Нахичевани, переселившиеся откуда семьи и основали село. В связи с этим название села означает «пришедшие из крепости Феган».

## История
Село было основано семьями, относящимися к поколениям алмамедли, алыкейхалы, рустамлиляр и шаммедли. Предполагается, что его основали семьи, переселившиеся сюда из крепости Феган в Нахичевани.
В годы Российской империи село Фуганлу входило в состав Джебраильского уезда Елизаветпольской губернии.
В советские годы село входило в состав Джебраильского района Азербайджанской ССР. В результате Первой карабахской войны в августе 1993 года перешло под контроль непризнанной Нагорно-Карабахской Республики.
20 октября 2020 года в видеообращении к нации президент Азербайджана Ильхам Алиев объявил, что «азербайджанская армия освободила» село Фуганлы Джебраильского района. 7 ноября Министерство обороны Азербайджана опубликовало видеокадры, на которых, как утверждает, запечатлено и село Фуганлы под контролем Азербайджана.

## Население
По данным «Свода статистических данных о населении Закавказского края, извлеченных из посемейных списков 1886 года» в селе Фуганлу Гаджилинского сельского округа было 27 дымов и проживало 128 азербайджанцев (указаны как «татары»), которые были шиитами по-вероисповеданию и крестьянами.
По данным «Кавказского календаря» 1912 года в селе Фуганлу Карягинского уезда проживало 253 человека, в основном азербайджанцев, указанных в календаре как «татары».